# های‌ریل

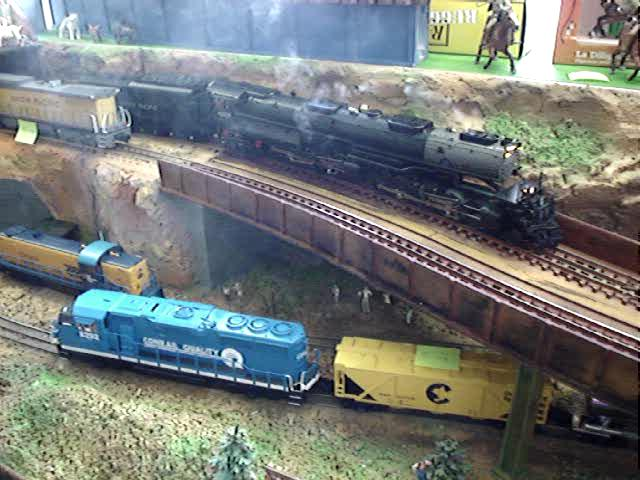
ریل‌های بلند در یک طرح مدل راه‌آهن در کنوانسیون طرفداران راه‌آهن آمریکا در سوئیس، ۲۰۰۶

های‌ریل (به انگلیسی: High rail) یا ریل بلند  عبارتی است که در مدل‌سازی راه‌آهن در آمریکای شمالی، عمدتاً در مقیاس‌های اُ و اس، برای توصیف یک شکل «مصالحه‌آمیز» از مدل‌سازی استفاده می‌شود که به دنبال واقع‌گرایی است در حالی که مصالحه‌های مرتبط با مقیاس تجهیزات قطارهای اسباب‌بازی را می‌پذیرد. این عبارت به دلیل مشاهده‌ای به وجود آمده است که ریل‌های سنتی لایونل و آمریکن فلایر بسیار بالاتر از ریل‌های دقیق‌مقیاس قرار دارند.
توافق‌هایی که به طور سنتی در ساخت این قطارها انجام می‌شد، به سه رویکرد در مدل‌سازی راه‌آهن در این دو مقیاس منجر شده است.
طرح سنتی قطار اسباب‌بازی تلاش کمی برای واقع‌گرایی می‌کند و اغلب از ساختمان‌های پلاستیکی بدون رنگ، به ویژه برند پلاستیک، و سایر اسباب‌بازی‌ها استفاده می‌کند و تلاش کمی برای پنهان کردن منشأ آن‌ها می‌کند. در برخی موارد، ساختمان‌ها، وسایل نقلیه و فیگورهای موجود در طرح ممکن است حتی با قطار یا با یکدیگر هم‌مقیاس نباشند. جاده‌ها، چمن و بستر راه ممکن است روی سطح میز نقاشی شوند یا با فرش کم‌پایه نشان داده شوند.
مدل‌سازی دقیق‌مقیاس نیز در مقیاس‌های O و S اتفاق می‌افتد، دقیقاً مانند مقیاس‌های اچ‌اُ یا ان، که در آن مدل‌ساز سعی می‌کند یک دنیای مینیاتوری ایجاد کند که تا حد امکان واقع‌گرایانه باشد. مدل‌سازان دقیق‌مقیاس در مقیاس‌های «اُ» و «اس» اغلب از لوکوموتیوها و واگن‌های سنتی آمریکن فلایر و لایونل اجتناب می‌کنند یا حداقل استفاده محدودی از آن‌ها می‌کنند، زیرا گاهی اوقات این قطارها بسیار دقیق نبوده، جزئیات کمتری داشتند و از کوپلرهای بزرگ‌تر از حد استفاده می‌کردند. مدل‌سازان دقیق‌مقیاس از ریل‌های با اندازه اُ استفاده می‌کنند، اما با دو ریل به جای سه ریل مورد استفاده توسط لایونل، و قطارها با جریان مستقیم کار می‌کنند. استانداردهای متعددی برای ریل‌هایی که دقیق‌تر به مقیاس هستند، برای هر دو مقیاس «اُ» و «اس» وجود دارد.
ریل بلند یک رویکرد میانه است. ریل‌بلندها با ریل‌های غیرمقیاس کنار می‌آیند و از وسایل نقلیه دی‌کاست آماده استفاده می‌کنند که ممکن است کمی غیرمقیاس باشند، به ویژه در مقیاس «اُ» زیرا وسایل نقلیه دقیق ۱:۴۸ نادر هستند، در حالی که وسایل نقلیه دی‌کاست ۱:۴۳ و ۱:۵۰ بسیار رایج هستند. برخی از قطارهای قدیمی لایونل و آمریکن فلایر استفاده می‌کنند، در حالی که برخی دیگر از معادل‌های مدرن با جزئیات بیشتر استفاده می‌کنند. ریل‌بلندها اغلب قطارها، وسایل نقلیه و ساختمان‌های خود را رنگ‌آمیزی و کهنه‌کاری می‌کنند، دقیقاً مانند یک مدل‌ساز دقیق‌مقیاس. گاهی اوقات آن‌ها تلاش زیادی می‌کنند تا ریل وسط در ریل‌های لایونل را پنهان کنند و کوپلرهای بزرگ‌تر از حدی که از کارخانه با قطارهایشان آمده است را با نسخه‌های مقیاس‌دار جایگزین می‌کنند. ریل‌بلندها کمتر از همتایان دقیق‌مقیاس خود به ساخت از صفر می‌پردازند، اما بسیاری از آن‌ها به کیت‌بشینگ و افزودن جزئیات بیشتر به ساختمان‌ها و سازه‌های خود می‌پردازند.
برخی از تولیدکنندگان، به ویژه در مقیاس «اس»، واگن‌هایی با چرخ‌ها و کوپلرهای مقیاس‌دار یا ریل‌بلند ارائه می‌دهند تا همه بازارهای بالقوه را پوشش دهند.